# Klaus Huber
Klaus Huber (ur. 30 listopada 1924 w Bernie, zm. 2 października 2017 w Perugii) – szwajcarski kompozytor, dyrygent, pedagog i skrzypek.

## Życiorys
Studiował początkowo w seminarium nauczycielskim w Küsnacht i objął posadę nauczyciela. W latach 1947–1955 studiował muzykologię i kompozycję w Wyższej Szkole Muzyki i Teatru w Zurychu (Hochschule für Musik und Theater Zürich), i grę na skrzypcach u Stefi Geyer. W latach 1949–1955 uczył gry na skrzypcach w Konserwatorrium w Zurychu. W latach 1955–1956 studiował w Berlinie u Borisa Blachera.
Na Światowym Dniu Muzyki Międzynarodowego Towarzystwa Muzyki Współczesnej w Rzymie 1959 jego kantata kameralna przyniosła Huberowi międzynarodową sławę.
W latach 1960–1963 wykładał historie muzyki w Konserwatorium w Lucernie, od roku 1964 teorię muzyki, kompozycję i instrumentację na Akademii Muzycznej w Bazylei.
W latach 1973–1990 wykładał kompozycję w Wyższej Szkole Muzycznej we Fryburgu Bryzgowijskim.
Twórczość muzyczna Hubera oparta jest na zasadach serializmu. W latach osiemdziesiątych XX wieku zainteresował się muzyką i poezją arabską.

## Życie prywatne
Był żonaty ze swoją uczennicą Younghi Pagh-Paan.